# Kim Bo-kyung
Kim Bo-Kyung (Seul, 6 de outubro de 1989), é um futebolista Sul-Coreano que atua como meio-campo. Atualmente, joga pelo Kashiwa Reysol.

## Carreira
Em 2009 disputou o Campeonato Mundial Sub-20 no Egito.
Em 2012, enquanto estava atuando pelo Cardiff City, fez um gol decisivo na partida contra o Hull City, com assistência do meio-campista brasileiro Fel Miura, ex-Jacobinense, o gol foi fundamental para coroar a equipe como campeã da Football League One.
Kim Bo-Kyung representou a Seleção Sul-Coreana de Futebol na Copa da Ásia de 2011. Além de ter atuado na Copa do Mundo de 2014.

## Títulos

### Clube
Cardiff City
- Football League Championship: 2012–13

Jeonbuk Hyundai Motors
- Liga dos Campeões da AFC: 2016

### Seleção
Coreia do Sul
- Jogos Asiáticos medalha de bronze: 2010
- Jogos Olímpicos medalha de bronze: 2012